# Фикција
Фикција је класификација за било коју причу или постављење који су изведени из маште — другим речима, нису стриктно базирани на историји или чињеницама. Фикција се може изразити у мноштву формата, укључујући писање, наступе уживо, филмове, телевизијске програме, анимације, видео игре, и фантазијску игру улога, мада се термин оригинално односио и најчешће се односи на наративне форме литературе, укључујући романе, новеле, приповетке, и позоришне комаде. Фикција се понекад користи у њеном најужем смислу са значењем било које „књижевне нарације”.
Фикционо дело је чин уметничке креативне маште, тако да се његова потпуна доследност реалном свету типично не подразумева. Стога се од фикције нормално не очекује да представља само ликове који су стварни људи или чињенично проверљиве описе догађаја. Уместо тога, контекст фикције који се делом не подудара са стварношћу, генерално је схвата делом које је отвореније за слободна тумачења. Карактери и догађаји унутар фиктивног рада могу чак бити постављени у њиховом сопственом контексту потпуно одвојеном од познатог универзума: независној фикционој стварности. Фикција се сматра традиционалном супротношћу нефикције, чији креатори преузимају одговорност за приказивања само историјске и чињеничне истине; мада разлика између фикције и нефикције није увек јасна, на пример, у постмодерној литератури.
Фикција у психолошком смислу је замишљена ствар, ментални производ који објективно не постоји, али има известан степен апстрактне истинитости и кореспондентности са стварношћу. Један део здравог, менталног функционисања почива на „као да“ фикцијама. У књижевности и уметности уопште, фикција је начин представљања замишљених догађаја и супротан је уметности оријентисаној на стварност. Понекад фикција може бити и ментални поремећај када постане преовлађујући ментални садржај.

## Формати
Традиционално, фикција обухвата романе, приповетке, басне, легенде, митове, бајке, епску и наративну поезију, позоришне комаде (укључујући опере, мјузиклове, драме, луткарске комаде, и разне врсте позоришних плесова). Међутим, фикција исто тако може да обухвата стрипове, и многе цртане филмове, успорена кретања, аниме, манге, филмове, видео игре, радио програме, телевизијске програме (комедије и драме), итд.
Интернет је имао велики утицај на креирање и дистрибуцију фикције, доводећи у питање остваривост наплате ауторских права. Исто тако, дигиталне библиотеке као што је пројекат Гутенберг чине текстове у јавном власништву лакше доступним. Комбинација јефтиних кућних рачунара, интернета и креативности корисника довели су до нових облика фикције, као што су интерактивне рачунарске игре или компјутерски генерисани стрипови. Безбројни форуми за љубитеље фикције се могу наћи онлајн, где лојални следбеници специфичних фикционих краљевстава могу да креирају и дистрибуирају деривативне приче. Интернет се исто тако користи за развој блог фикције, где се прича испоручује путем блога било као флеш фикција или серијски блог, и колаборативне фикције, где причу секвенцијално пишу различити аутори, или било ко може да ревидира целокупан текст користећи вики.
Типови књижевне фикције у прози су:
- Приповетка: Рад са бар 2.000 речи, али мање од 7.500 речи. Граница између дугачке приповетке и новеле јесте нејасна.[12]
- Новела: Рад са бар 17.500 речи, али мање од 50.000 речи. Џозеф Конрадово Срце таме (1899) је пример новеле.[13]
- Роман: Рад са 50.000 речи или више.

## Жанровска фикција
Фикција се обично дели на разне жанрове: подскупове фикције, сваки од којих је диференциран по одређеном уједињавајућем тону или стилу, наративној техници, медијском контенту, или популарно дефинисаном критеријуму. Научна фантастика, на пример, предвиђа или претпоставља технологије које нису стварност у време стварања рада: Жил Вернова новела Пут на Месец је била објављена 1865. године, а тек се 1969. године астронаут Нил Армстронг први спустио на Месец.
Историјска фикција ставља имагинарне ликове у стварне историјске догађаје. У раној историјској новели Вејверли, Сер Волтер Скотов фикциони карактер Едвард Вејверли среће једну историјску фигуру, Чарлса Едварда Стјуарта, и учествује у бици код Престонпанса. Неки радови фикције су донекле или у знатној мери измишљени мада у основи имају неку оригиналну истиниту причу или реконструисану биографију. Често, чак и кад је фикциона прича базирана на чињеницама, могу да постоје додаци или замене делова истините приче да би се фикционо дело учинило интересантнијим. Пример тога је Тим О’Брајеново дело Ствари које су носили, које је серија приповедака о Вијетнамском рату.
Измишљени радови који експлицитно укључују натприродне, магичне или научно немогуће елементе често се класификују под жанр фантастике. Примери таквих радова су Луис Керолова Алиса у земљи чуда, Џ. К. Роулингова Хари Потер серија, и Џ. Р. Р. Толкинов Господар прстенова. Креатори фантастике понекад уводе имагинарна бића и бића попут змајева и вила.

## Књижевна фикција
Књижевна фикција је термин који се корити у трговини књигама да би се разликовале новеле које се сматрају да имају књижевну вредност, у односу на већину комерцијалне или „жанровске” фикције.
Нил Стивенсон је предложио да, иако ће свака дефиниција бити поједностављење, данас постоји општа културна разлика између књижевне и жанровске фантастике. С једне стране књижевни аутори данас често имају финансијску потпору, путем запошљавања на универзитетима или сличним институцијама, а са континуацијом таквих позиција које нису условљене продајом књига, већ критичким признањем од стране других признатих књижевних аутора и критичара. С друге стране, он сугерише, писци жанровске фантастике испољавају тенденцију личне финансијске зависности од продаје књига. Међутим, у једном интервјуу, Џон Апдајк се жалио да се „категорија 'књижевне фантастике' недавно појавила како би раздирала људе попут мене, који само желе да пишу књиге, а ако је неко жели да их чита, сјајно, што више таквих то боље... Ја сам донекле жанровски писац. Пишем књижевну фантастику, која је попут шпијунске фантастике или чиклита”. На сличан начин, током емисије Чарли Роуз , он је тврдио да тај израз, кад се примени на његов рад, у знатној мери је ограничавајући у погледу његових очекивања шта може произаћи из његовог писања, тако да он није поборник тог термина. Он је сугерисао да су сва његова дела књижевна, једноставно зато што су „она написана речима”.
Књижевна фикција често обухвата друштвене коментаре, политичку критику, или рефлексију на људско стање. Она има генерални фокус на „интроспективним, детаљним студијама карактера” са нагласком на „интересантним, комплексним и развијеним” карактерима. Ово је у контрасту са жанром фикције где је радња од примарног интереса. Обично је у књижевној фикцији фокус на „унутрашњој причи” водећег карактера приче, са детаљним мотивацијама које подстичу „емотивно учешће” читаоца. Стил литерарне фикције се често описује као „елегантно написан, лирски, и ... слојевит” приступ. Тон књижевне фикције може да буде тамнији него што је случај са жанром фикције, и њен темпо може бити спорији од популарне фикције. Као што Торенс Раферти напомиње, „књижевна фикција, по својој природи, дозвољава себи да парложи, да се опушта на дивљим љепотама чак и уз ризик да изгуби свој пут”.

## Реализам
Реалистична фикција типично садржи причу чије су основне поставке (време и локација у свету) реалне и чији догађаји би се могли догодити у стварном свету; нереалистичка фикција обухвата причу која је супротни случај, често је у потпуности постављена у алтернативни универзум, једну алтернативну историју света различиту од оне која је тренутно прихваћена као тачна, или у неку другу непостојећу локацију или временски период, што понекад чак представља немогућу технологију или пркоси тренутном схватању закона природе. Међутим, може се рећи да сви типови фикције позивају своју публику да истражи реалне идеје, проблеме или могућности у иначе имагинарном окружењу, или да користећи оно што се разуме о стварности ментално конструишу нешто слично реалности, мада се то и даље разликује од ње.
У погледу традиционалног раздвајања фикције и нефикције, разграничење се у данашње време обично схвата донекле замагљеним, испољавајући у већој мери преклапања неко узајамну искључивост. Чак и фикција обично има елементе, или је базирана на, истини. Разлика између њих може се најбоље дефинисати из перспективе публике, према којој се дело сматра нефикцијом, ако су његови људи, места и догађаји историјски или чињенично стварни, док се дело сматра фикцијом, ако она одступа од реалности у било којој од тих области. Разлика између фикције и нефикције је додатно замагљена разумевањем, с једне стране, да се истина може представити кроз имагинарне канале и конструкције, док с друге стране имагинација може исто тако извести значајне закључке о истини и стварности.
Књижевни критичар Џејмс Вуд, тврди да „ је фикција уметничка и да може да буде веродостојна”, што значи да захтева и креативне проналаске, као и неки прихватљив степен веродостојности, појам који је често обухваћен поетским термином Семјуела Тејлора Колриџа: вољно суспендовање неверовања. Такође, саме бесконачне фикционе могућности сигнализирају немогућност потпуног познавања стварности, провокативно доказујући да не постоји критеријум за мерење конструкције стварности.